# پیترو د آبانو
پیترو آبانو, یا پتروس آبانوس که نامش به املاهای مختلفی رایج بوده، (ح. 1257 – 1316), یک فیلسوف، اختربین و پروفسور ایتالیایی بود که در پادووا مطب داشت. وی در شهری از ایتالیا به دنیا آمد که امروزه به افتخار او آبانو ترمه نام دارد. مشهورترین اثر او Conciliator Differentiarum, quæ inter Philosophos et Medicos Versantur نام دارد. وی نهایتاً در تفتیش عقاید متهم به کفر و الحاد شد و در سال ۱۳۱۵ (یا شاید ۱۳۱۶) در محبس درگذشت.